# Irura
Irura es un municipio de la provincia de Guipúzcoa, País Vasco (España). Tiene una población de 1793 habitantes (2017).

## Toponimia
Según Koldo Mitxelena en su obra Apellidos Vascos el topónimo y apellido Irura tiene el significado de vega, valle. El pueblo ocupaba originalmente una colinita que domina una pintoresca y fértil vega a orillas del río Oria y en la actualidad se ha extendido parcialmente por la misma.

## Geografía
Integrado en la comarca de Tolosaldea, se sitúa a 23 kilómetros de la capital guipuzcoana. El término municipal está atravesado por la autovía del Norte N-I entre los pK 439 y 440. 
El relieve del municipio está formado por el valle del río Oria y los montes que lo circundan a la derecha. El río Oria rodea el casco urbano por el oeste y hace de límite con Anoeta, recibiendo el aporte de los arroyos que descienden de las montañas cercanas. Las zona este y sureste son las más montañosas, oscilando la altitud del territorio entre los 630 metros (Alto de Loatzo), al este, en el límite con Villabona y los 65 metros en la orilla del río Oria. El pueblo se alza a 68 metros sobre el nivel del mar.
| Noroeste: Anoeta | Norte: Villabona | Noreste: Villabona |
| Oeste: Anoeta    |                  | Este: Villabona    |
| Suroeste: Anoeta | Sur: Tolosa      | Sureste: Tolosa    |

## Demografía
Irura cuenta con una población de 1895 habitantes (INE 2024).
| Gráfica de evolución demográfica de Irura entre 1842 y 2021                                                         |
| |
| Población de derecho según los censos de población del INE Población de hecho según los censos de población del INE |

## Economía

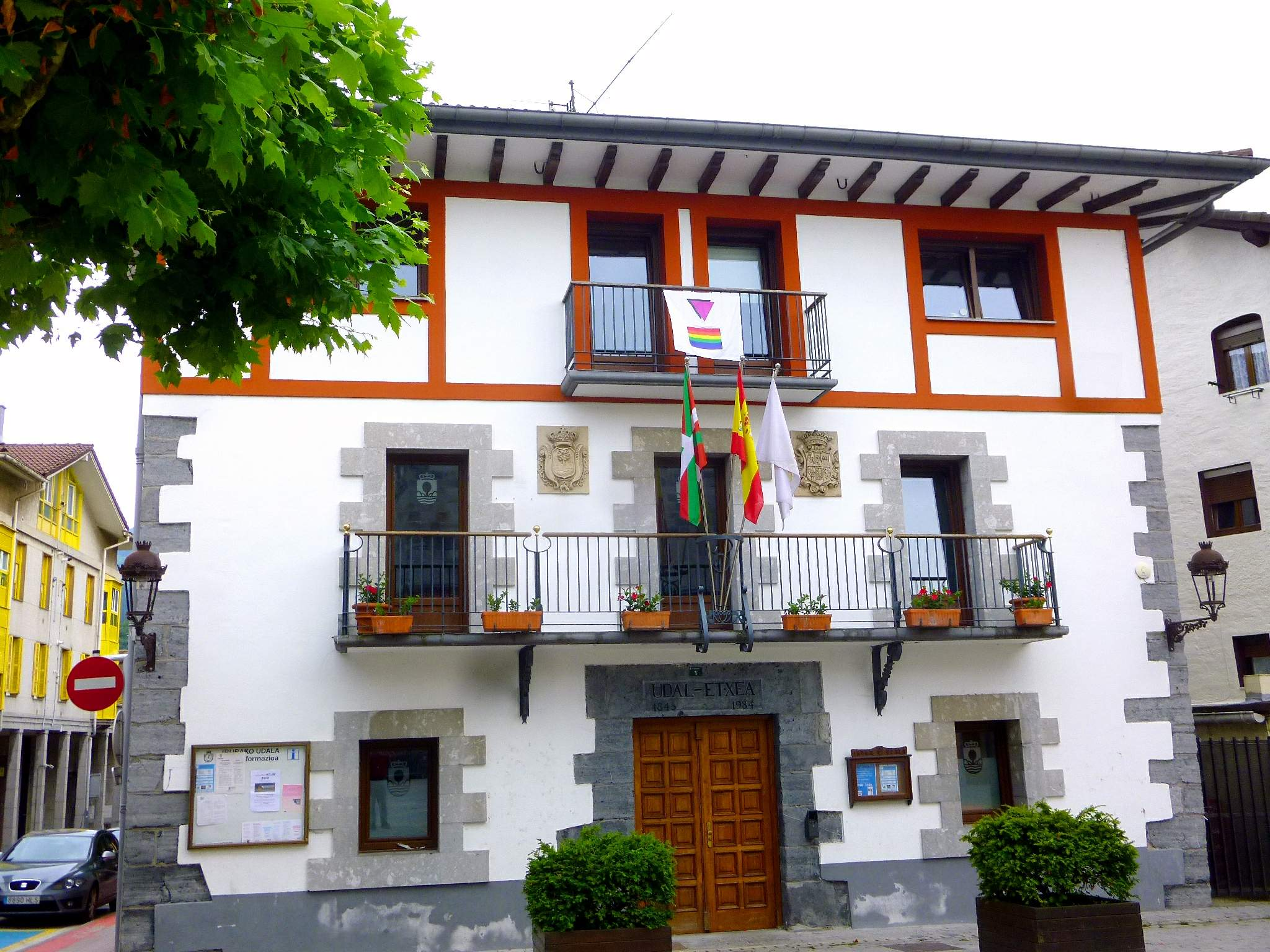
Ayuntamiento de Irura

Las siguientes empresas del municipio superan los 50 trabajadores de plantilla según el Catálogo Industrial Vasco:
- Emusi (Emua): diseño y fabricación de maquinaria, principalmente para la industria del papel y cartón[5]

## Administración y política
Tanto las elecciones municipales de 2003 como las de 2007, dieron lugar a un hecho bastante anómalo; debido a la ilegalización de las candidaturas de la izquierda abertzale, la cual pidió en ambas citas el voto en blanco, sólo se presentaron PSE-EE y PP, con un 2,97 % y 1,98 % de votos respectivamente, por lo que al tener un porcentaje de voto tan bajo no pudieron formar gobierno; ni por separado, ni en coalición. Esta situación dio lugar a que hasta 2011 siguiera como alcaldesa de Irura Marimi Ugalde Zabala, de Euskal Herritarrok (EH), elegida en 1999, y en funciones desde 2003.
En las elecciones municipales de 2011, Bildu (que integran EA, Alternatiba e independientes de la izquierda abertzale) logró obtener mayoría absoluta.
| Partido político                                              | 2015  | 2015       | 2011  | 2011       | 2007     | 2007       | 2003  | 2003       | 1999     | 1999       | 1995  | 1995       |
| Partido político                                              | %     | Concejales | %     | Concejales | %        | Concejales | %     | Concejales | %        | Concejales | %     | Concejales |
| Euzko Alderdi Jeltzalea-Partido Nacionalista Vasco (EAJ-PNV)  | 52,70 | 5          | 16,71 | 1          | No disp. | No disp.   | 72,43 | 6          | No disp. | No disp.   | 42,75 | 3          |
| Euskal Herria Bildu (EH Bildu)-Bildu                          | 39,62 | 4          | 68,11 | 8          | —        | —          | —     | —          | —        | —          | —     | —          |
| Partido Socialista de Euskadi-Euskadiko Ezkerra (PSE-EE PSOE) | 2,77  | 0          | 7,52  | 0          | 3,06     | 0          | 11,11 | 1          | —        | —          | —     | —          |
| Partido Popular del País Vasco (PP)                           | —     | —          | 4,18  | 0          | 2,42     | 0          | 8,64  | 0          | —        | —          | —     | —          |
| Euskal Herritarrok (EH)-Herri Batasuna (HB)                   | —     | —          | —     | —          | —        | —          | —     | —          | 54,19    | 4          | 50,97 | 4          |
| Iruratarrak (I)                                               | —     | —          | —     | —          | —        | —          | —     | —          | 42,51    | 3          | —     | —          |

## Cultura

### Patrimonio
- Parroquia de San Miguel
- Casa consistorial
- Caserío Laskibar
- Caserío Agerre
- Casa de la Droga
- Lavadero público
- Palacio y jardines de Laskibar
- Gazte eta Kulturunea

### Fiestas
- Dia del Arbol: se suele celebrar en marzo. Una comitiva del ayuntamiento, voluntarios y niños acude a un lugar del municipio para plantar árboles. Posteriormente se celebra un almuerzo.[7] [8]